# Oliver Müller (Theologe)
Oliver Müller (* 10. April 1965 in Stuttgart) ist ein deutscher Theologe und Politikwissenschaftler. Seit 2006 ist er Leiter von Caritas international, dem Not- und Katastrophenhilfswerk des Deutschen Caritasverbands und seit 2025 im Vorstand des Deutschen Caritasverbandes, verantwortlich für das Ressort Internationales, Migration und Katastrophenhilfe.

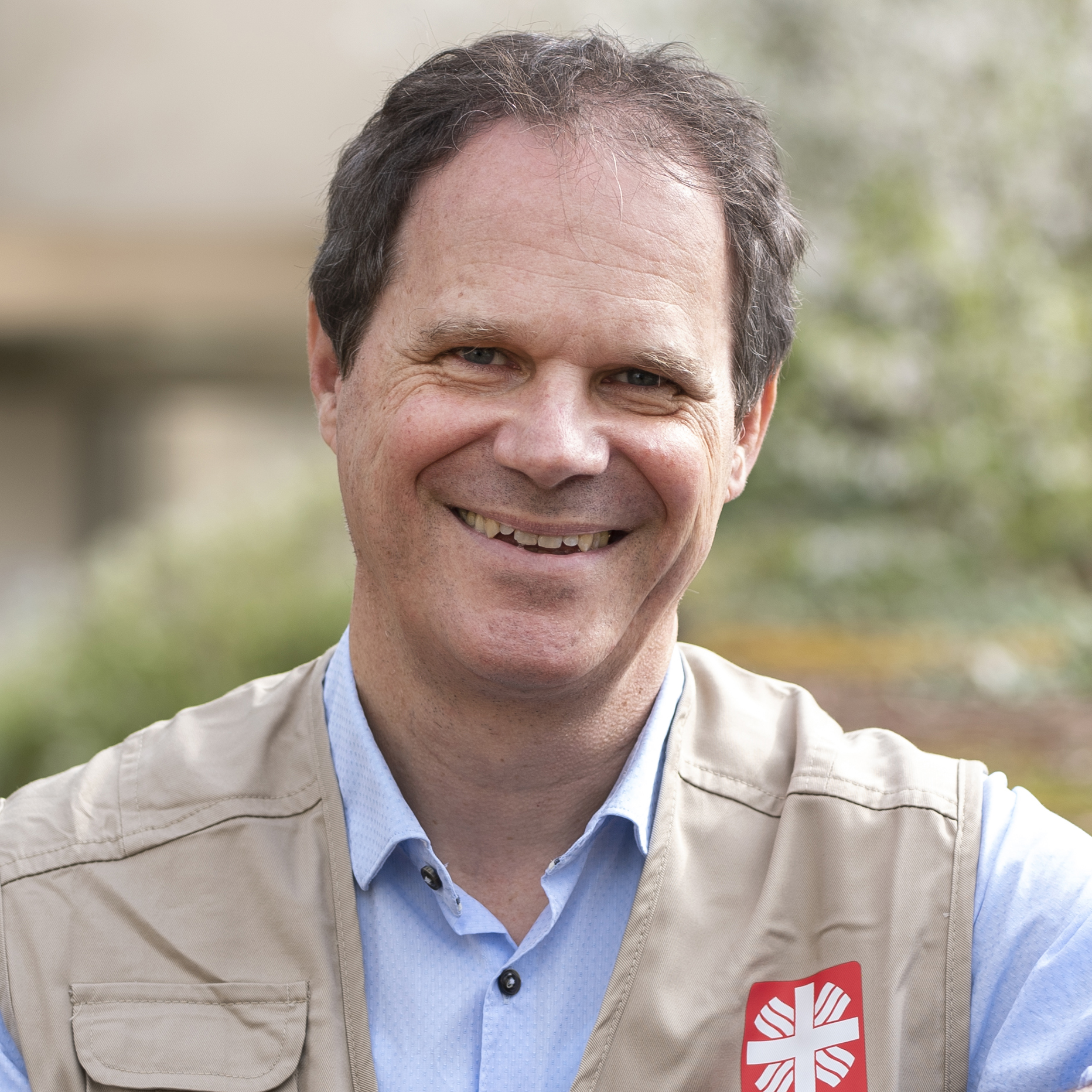
Oliver Müller

## Leben
Oliver Müller ist in Stuttgart geboren und aufgewachsen. 1984 absolvierte er dort sein Abitur, daraufhin trat er einen Zivildienst im Krankenhaus an. 1986 begann er in Freiburg im Breisgau ein Studium der Katholischen Theologie und der Politikwissenschaft. Zu seinem Studium zählte ebenfalls ein Aufenthalt an der Pontificia Universidad Cathólica del Perú in Lima, wo er sich mit der Praxis und Theorie der lateinamerikanischen Befreiungstheologie befasste.
Er beendete 1992 sein Theologie-Studium an der Albert-Ludwigs-Universität Freiburg mit dem Diplom. Auf sein Diplom folgte 1993 der Abschluss seines Studiums der Politikwissenschaft mit dem Titel Magister Artium (M.A.). Bereits während seines Studiums begann er für Caritas international als Referent für Presse, Öffentlichkeitsarbeit und Fundraising in Freiburg zu arbeiten. Im Jahre 2000 wurde Oliver Müller Leiter des Projektreferats Europa bei Caritas international. Schwerpunkt seiner Arbeit waren unter anderem die Wiederaufbauhilfen nach den Kriegen auf dem Balkan sowie der Aufbau sozialer Dienste in verschiedenen Ländern Mittel- und Osteuropas.
2005 promovierte Oliver Müller an der Albert-Ludwigs-Universität Freiburg im Fach Christliche Gesellschaftslehre und erhielt von der Theologischen Fakultät den Doktortitel (Note: Summa cum Laude).
Seit 2006 ist er der Leiter von Caritas international. Dort ist er für die Organisation und Durchführung der internationalen Projektarbeit des Deutschen Caritasverbandes mit einem Jahresbudget von zuletzt knapp 100 Millionen Euro (2021) verantwortlich. Er publiziert zudem weiterhin zu Fragen der Humanitären Hilfe und zu Fragestellungen des Globalen Südens. Im November 2024 wurde er in den Vorstand des Deutschen Caritasverbandes gewählt und verantwortet das Ressort Internationales, Migration und Katastrophenhilfe.
2014 ließ er sich an der Deutschen Stiftungsakademie zum zertifizierten Stiftungsmanager ausbilden.
Oliver Müller lebt in Freiburg im Breisgau und ist verheiratet. Er hat drei Kinder.

## Gremienvertretungen und Mitgliedschaften
- Vorstand Deutscher Caritasverband e.V. (Internationales, Migration, Katastrophenhilfe)
- Zentralkomitee der deutschen Katholiken (ZdK), Bonn (Mitglied)
- Deutsche Kommission Justitia et pax (Mitglied)
- Misereor, Aachen (Beirat)
- Agiamondo (Personal und Beratung für internationale Zusammenarbeit) (Mitglied)
- Maximilian-Kolbe-Werk, Freiburg (Vizepräsident 2011–2021)
- Africa Centre for Transregional Research (ACT) an der Albert-Ludwigs-Universität Freiburg (Beirat)

## Veröffentlichungen (Auswahl)

### Monographien
- Vom Almosen zum Spendenmarkt. Sozialethische Aspekte christlicher Spendenkultur, Lambertus, Freiburg 2005, ISBN 978-3-7841-1574-0

### Aufsätze
- Grenzübergreifende Vernetzung. Das internationale Engagement der Caritas, in: Herder Korrespondenz spezial, Delegierte Nächstenliebe. Die Kirche und ihre Caritas, Freiburg 2022, S. 44
- Migration und Flucht als humanitäre Herausforderungen, in: Heuser/Abdelalem, Internationale Herausforderungen humanitärer NGOs. Verbindung von Mission und modernem Management, Springer, Heidelberg u. a. 2021, S. 155–177
- Weltweites Netzwerk. Weltweite Hilfen, globale Herausforderungen, in: Caritas Jahrbuch 2022, Freiburg 2021, S. 46–51
- More Tasks, More Resources, More Inclusion: Requirements for Humanitarian Assistance in Times of Increasing Climate Risks, in: Ethics and Armed Forces (1) 2021, p. 40-47
- Covid 19 – zwischen Impfstoffnationalismus und globaler Solidarität, in: neue caritas (6) 2021, S. 13–16
- Gemeindebasierte Rehabilitation macht Inklusion möglich, in: Caritas Jahrbuch 2020, Freiburg 2019, S. 58–61
- Im Verborgenen. Leben im abgeschotteten Nordkorea, in: Herder-Korrespondenz (12) 2017, S. 46–48
- Flucht und Vertreibung. Ursachen und Auswirkungen im weltweiten Kontext. Kirche und Gesellschaft (419), Bachem, Köln 2015
- Almosenempfänger oder selbstbewusste Akteure? Die Rolle der lokalen Partner, in: Lieser J./Dijkzeul, D., Handbuch Humanitäre Hilfe, Springer, Heidelberg u. a. 2013, S. 147–156
- Müller, O./Hees W./Schüth M. (Hg), Volle Tanks – leere Teller. Der Preis für Agrotreibstoffe: Hunger, Vertreibung, Umweltzerstörung, Lambertus, Freiburg 2007